# Saurita intensa
Saurita intensa är en fjärilsart som beskrevs av Walker 1854. Saurita intensa ingår i släktet Saurita och familjen björnspinnare. Inga underarter finns listade.